# Albert Betz

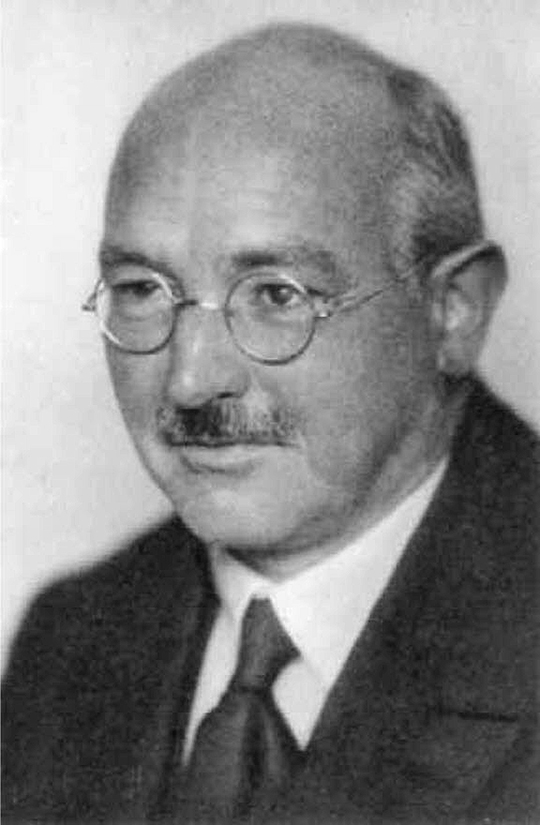
Albert Betz

Albert Betz (* 25. Dezember 1885 in Schweinfurt; † 16. April 1968 in Göttingen) war ein deutscher Maschinenbauer, Physiker und Aerodynamiker. Er schuf Grundlagen der Aerodynamik und der Windenergie.

## Leben und Wirken

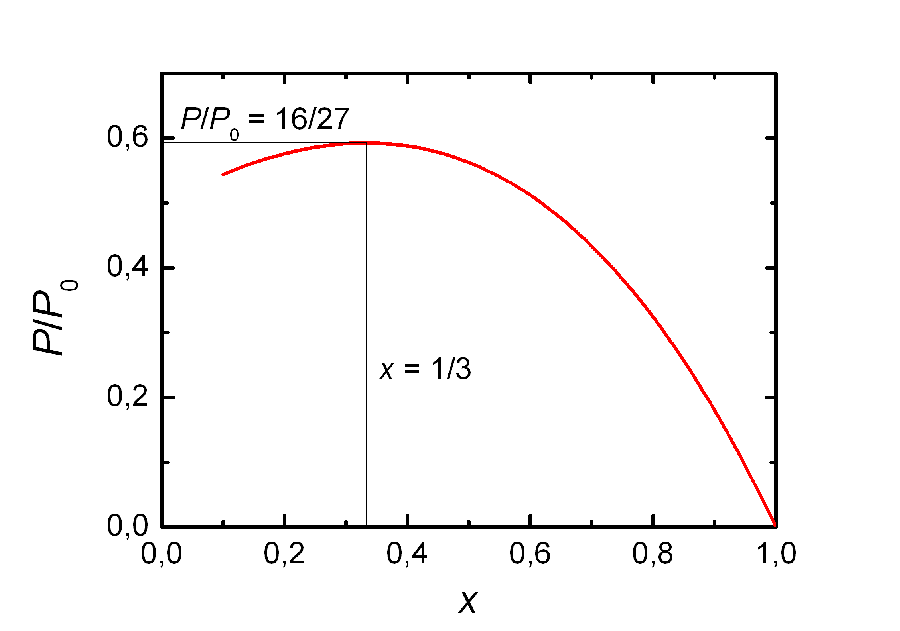
Betzsches Gesetz: Idealer Leistungsbeiwert (z. B. Erntegrad einer Windkraftanlage) als Funktion der relativen Restgeschwindigkeit x = v_{2}/v_{1}. Das Maximum liegt bei x = 1/3 und beträgt c_{P} = 16/27.

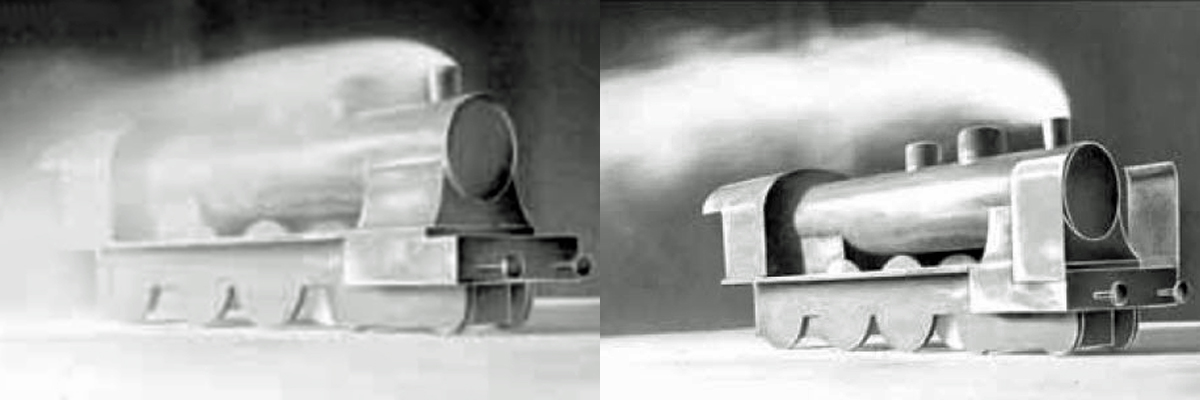
Windleitblech-Entwicklung der Aerodynamischen Versuchsanstalt aus den 1920er Jahren

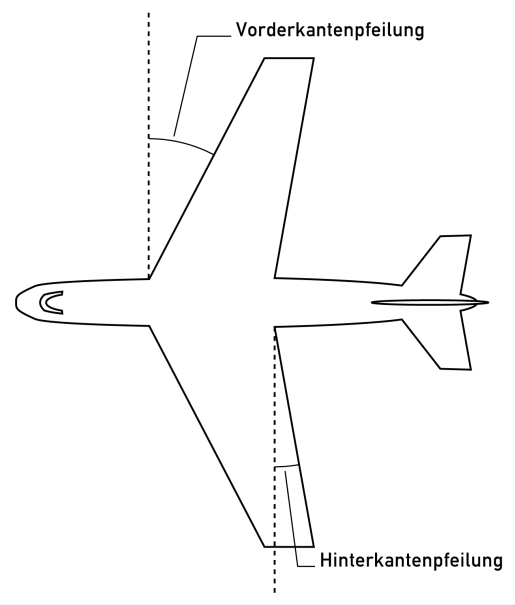
Positive Pfeilung eines Flügels

Betz arbeitete ab 1911 als Strömungsforscher an der Aerodynamischen Versuchsanstalt in Göttingen. Ab 1926 war er Professor an der Georg-August-Universität Göttingen. Ab 1936 leitete er die Aerodynamische Versuchsanstalt als Nachfolger von Ludwig Prandtl. Von 1947 bis 1956 war er Direktor des Max-Planck-Instituts für Strömungsforschung.
1920 erschien ein Beitrag von ihm in der Zeitschrift für das gesamte Turbinenwesen, in dem er nachwies, dass aus dem an einem Ort wirkenden Wind maximal 59,3 Prozent der im Augenblick verfügbaren kinetischen Leistung einer Stromröhre mit dem Querschnitt der Wandlerfläche durch einen turbinenartigen, scheibenförmigen Wandler in eine mechanische Leistung umgesetzt werden kann. Dies drückte er im Betzschen Gesetz aus. Eine andere Untersuchung aus dem Jahr 1920 führte zu den Windleitblechen für Dampflokomotiven, die den Lokführern zu besserer Sicht verhalfen. 1925 fasste er die Ergebnisse seiner Arbeiten zu diesem Thema in dem Buch Windenergie und ihre Ausnutzung durch Windmühlen zusammen und formulierte seine bis heute gültige Tragflügel-Theorie zur Formgebung der Rotorblätter.
Mit Kurt Bilau entwickelte er den Ventikantenflügel aus Aluminium. Dieser ist wie ein Flugzeugtragflügel geformt und hat einen Hilfsflügel zur Drehzahl- und Leistungsregelung der Windmühle. Vor 1920 hatte er schon etwa zehn Jahre lang mit Ludwig Prandtl und Max Munk gearbeitet. 1939 forschte er zusammen mit Ludwig Bölkow im Windkanal für die Messerschmitt AG.
Mit Adolf Busemann konzipierte er die Flügelpfeilung bei Flugzeugen in der Nähe der Schallgeschwindigkeit. 1942 wird ihm, gültig ab 9. September 1939, das Geheimpatent Nr. 732/42 ohne Bekanntmachung und ohne Eintragung in die Patentrolle erteilt. Alle modernen Verkehrsflugzeuge sind heute (2014) nach diesem Prinzip konstruiert. Das Patent wurde später erweitert und enthielt nun zusätzlich ein „Flugzeug mit Einrichtung zur Änderung der Flügelpfeilung“, also variabler Flügelgeometrie ein Prinzip, das heute bei modernen Kampfflugzeugen genutzt wird. Eine weitere Erweiterung des Patents umfasste nun auch „Flügel mit starker Pfeilstellung“.
1943 wurde er zum ordentlichen Mitglied der Göttinger Akademie der Wissenschaften gewählt. Seit 1952 war er korrespondierendes Mitglied der Bayerischen Akademie der Wissenschaften. Er war auch Mitglied des Vereins Deutscher Ingenieure (VDI).
Er war ein Großneffe von Wladimir Betz (1834–1894), einem russisch-ukrainischen Anatomen und Histologen.

## Ehrungen
- Großes Bundesverdienstkreuz (26. Juni 1957)[7]
- VDI-Ehrenzeichen (1958)[6]
- Carl-Friedrich-Gauß-Medaille (1965)

## Werke
- Das Maximum der theoretisch möglichen Ausnutzung des Windes durch Windmotoren. Zeitschrift für das gesamte Turbinenwesen, 20. September 1920
- Windenergie und ihre Ausnutzung durch Windmühlen. Vandenhoeck and Ruprecht, Göttingen 1926, heute erhältlich als unveränderter Nachdruck, Ökobuch, Staufen, ISBN 3-922964-11-7
- Konforme Abbildung. 1948, 1964
- Einführung in die Theorie der Strömungsmaschinen. Braun (1959)
- Hydro- und Aerodynamik. Verlag Chemie, 1953